# Tour des Cordeliers (Pamiers)
La tour des Cordeliers est un clocher appartenant à un ancien couvent rattaché au culte catholique romain, situé à Pamiers, dans le département de l'Ariège, en France.

## Description
C'est un clocher octogonal à deux étages de style gothique méridional construit en brique.

## Histoire
Édifié aux XVe et XVIe siècles, le couvent des Cordeliers s'inscrit sur l'emprise d'une première église du XIVe siècle. Inspiré du clocher de l'église des Cordeliers de Toulouse, le clocher est bâti en 1512. Le bâtiment a été en partie détruit par les protestants en 1562. C'est devenu une tour de guet pendant la Révolution.
Seuls le clocher et le mur occidental du couvent demeurent aujourd'hui.

## Protection
La tour a été classée au titre des Monuments historiques par arrêté du 4 mars 1921.